# Driver (série)
Driver é uma série de jogos de ação e condução criada em 1999, inicialmente pela Infogrames e pela GT Interactive, mais tarde pela Atari e sendo vendida em 2007 para a produtora francesa Ubisoft  O jogo conta a história de um policial (John Tanner na maioria das vezes), que durante a perseguição de bandidos, passa por várias cidades em várias missões. Desde que a série começou, houve seis jogos principais lançados.
A série já vendeu mais de 16 milhões de unidades em todo o mundo.

## Edições
| Título             | Disponível           | Disponível        | Disponível       | Disponível     | Ano  |
| ------------------ | -------------------- | ----------------- | ---------------- | -------------- | ---- |
| Título             | Sony                 | Microsoft         | Nintendo         | Apple          | Ano  |
| Driver             | PlayStation          | Windows           | Game Boy Color   | Macintosh, iOS | 1999 |
| Driver 2           | PlayStation          | Não               | Game Boy Advance | Não            | 2000 |
| Driv3r             | PlayStation 2        | Xbox, Windows     | Game Boy Advance | Não            | 2004 |
| Parallel Lines     | PlayStation 2        | Xbox, Windows     | Wii              | Não            | 2006 |
| Driver 76          | PlayStation Portable | Não               | Não              | Não            | 2007 |
| San Francisco      | PlayStation 3        | Xbox 360, Windows | Wii              | Mac OS X       | 2011 |
| Renegade           | Não                  | Não               | 3DS              | Não            | 2011 |
| Speedboat Paradise | Não                  | Não               | Não              | iOS            | 2015 |

### Driver: You Are the Wheelman
O primeiro jogo da série Driver foi lançado para o PlayStation em 30 de junho de 1999 nos Estados Unidos. Mais tarde foi lançado para Game Boy Color, em abril de 2000 e Windows em setembro de 2000, Mac em dezembro de 2000 e iOS em dezembro de 2009. No jogo, o jogador controla John Tanner, um antigo piloto de automobilismo que agora trabalha como agente infiltrado para polícia. O enredo é inspirado em filmes de perseguição de carro dos anos 70 como Bullitt (1968) e Caçador de Morte (1978) e passa-se em quatro cidades norte americanas: Miami, São Francisco, Los Angeles, e Nova Iorque. O desenrolar do enredo é feito através de cinemáticas pré-renderizadas entre as fases e diálogos. As fases são dirigidas por objetivos baseados na história e são geralmente bem simples devido a mecânica limitada do jogo. Driver recebeu notas altas pela crítica especializada por apresentar uma evolução na liberdade de exploração de grandes cenários antes vistos apenas nos primeiros jogos da série Grand Theft Auto e foi a edição mais vendida da série.

### Driver 2: The Wheelman is Back
O segundo jogo da série foi lançado em 24 de novembro de 2000 para PlayStation nos EUA. Têm 37 missões e quatro cidades onde se atua a ação. É o primeiro jogo a ter modos para dois jogadores em tela dividida e a ter a possibilidade de sair do carro.

### DRIV3R
O terceiro jogo da série foi lançado em junho de 2004 para PlayStation 2 e Xbox nos EUA. Se destaca por ter cinemáticas pré-renderizadas de maior qualidade em relação ao seu antecessor, ter atores famosos dublando os personagens e ter uma jogabilidade mais complexa ao estar fora do carro com a personagem.

### Driver: Vegas
Jogo da série feito em Java, lançado exclusivamente para celulares.

### Driver: Parallel Lines
O terceiro jogo da série inicialmente lançado em 21 de junho de 2005 para PlayStation 2 e Xbox nos EUA. Se destaca por passar em duas épocas, 1978 e 2006, e por incluir a possibilidade de modificar os veículos.

### Driver 76
Sendo um jogo que se passa dois anos de Driver: Parallel Lines, este é lançado como um exclusivo de PlayStation Portable.

### Driver: LA Undercover
Outro jogo da série feito em Java, exclusivamente para celulares.

### Driver: San Francisco
O quinto jogo da série, lançado para Windows, Mac OS X, PlayStation 3, Xbox 360 e Wii.
O jogo tem lugar em apenas um local, San Francisco, e segue o protagonista da série, Tanner, que está em coma depois de sofrer um acidente. Assim, o jogador controla Tanner durante seu sonho em coma. O enredo da versão Wii de Driver: San Francisco é completamente diferente das outras versões. Se passa antes do primeiro jogo da série.
Para este jogo, os desenvolvedores decidiram remover a capacidade de sair de um carro para roubar outro carro na rua. Em vez disso, eles criaram uma nova mecânica chamada "Shift", permitindo que os jogadores mudem para qualquer outro carro a qualquer momento.
O jogo recebeu críticas positivas, recebendo as classificações mais elevadas em toda a série depois do primeiro Driver.

### Driver Speedboat Paradise
Lançado pela Ubisoft e com versões para Android e iOS, o jogo é um spin-off da série, contendo corridas de barcos, porém, o jogo mantém a mesma atmosfera dos anteriores, tanto na história quanto nos personagens, contando com a participação do policial John Tanner.